# Fredo Bley
Fredo Bley (* 2. Juni 1929 in Obermylau, Vogtland; † 29. November 2010 in Reichenbach im Vogtland) war ein deutscher Maler und Grafiker. 

## Leben
Fredo Robert Bley war Sohn einer Arbeiterfamilie und besuchte bis zu seinem 14. Lebensjahr die Erwin-Hartzsch-Schule in Mylau. Nach Kriegsende beendete er 1946 seine Lehre zum Lithograph bei der Graphischen Kunstanstalt Carl Werner, welche er bereits 1943 begonnen hatte. Danach arbeitete er vorübergehend in der Land- und Forstwirtschaft. Mit knapp 20 Jahren (1948) begann Bley seinen Unterhalt als Dekorations- und Schriftenmaler zu verdienen. 1952 wurde er als jüngstes Mitglied in den Verband Bildender Künstler Deutschlands aufgenommen. Aus finanziellen Gründen arbeitete er ab 1959 wiederum weitere fünf Jahre in einer Ziegelei. In den Jahren 1964 bis 1968 war Bley Leiter des Malzirkels „Malen und Zeichnen“ in Lengenfeld und 1978 bis 1990 im Kulturhaus des damals Volkseigenen Betriebes NEMA Netzschkau. Erst mit 37 Jahren (1966) begann Bley ausschließlich als freischaffender Künstler tätig zu sein. Er betätigte sich anfangs als Dekorations- und Schriftenmaler, arbeitete dann aber auch Aufträge von Privatpersonen, Institutionen und  Firmen Bilder ab und war als Restaurator tätig. Neben zahlreichen Ausstellungen wurde er auch, durch Reproduktionen in Zeitungen und Kalendern sowie Schallplattenhüllen bekannter. Ab 1966 restaurierte er die barocke Felddecke in der Limbacher Kirche im Vogtland, in dem er den Ornamenten neuen Charakter verlieh. Seit 1992 ist Bley Mitglied im Bundesverband Bildender Künstler.
Der Künstler hatte etwa 60 Ausstellungen, er beteiligte sich unter anderem 2001 an der Ausstellung „Beispiele zeitgenössischer Kunst in den Neuen Ländern“ im Bundeskanzleramt in Berlin.

## Ausstellungen und Studienreisen
Seine erste, selbst organisierte Ausstellung hatte Fredo Bley 1946 in der ehemaligen Erwin-Hartzsch-Schule in Mylau, die bis 1980 noch dreimal Ausstellungsort war. Mit 22 Jahren stellte Bley mit einigen anderen jungen Kollegen bei den „Weltfestspielen der Jugend und Studenten“ in Berlin aus. Weiterhin nahm er 1952 an der Künstlernachwuchsausstellung in Dessau teil. Als Mitglied des Verbandes Bildender Künstler Deutschlands hatte Bley die Pflicht, alle zwei Jahre an Ausstellungen im Bezirksgebiet teilzunehmen. Seine Bilder waren zu dieser Zeit vor allem in Karl-Marx-Stadt, Greiz und Reichenbach zu sehen. Seit 1966 nahm Bley an einigen Studienfahrten ins Ausland teil, unter anderem nach Russland (1973) und Polen (1979) und gestaltete etliche Ausstellungen damit. 1971 präsentierte Bley eine Ausstellung in der Galerie „Kunst und Zeit“ in Dresden. 1975 folgte auf Einladung der Stadtverwaltung Rostock hin eine Ausstellung seiner Werke in der „Galerie am Boulevard“. In den Jahren 1976 und 1977 bereiste Bley zwei Mal Bulgarien. 1976 im Rahmen einer Studienfahrt und der damit verbundenen Gemeinschaftsausstellung verschiedener Künstler in der Galerie „Strashiza“ in Sofia. 1977 erhielt er eine Auszeichnung vom Künstlerverband Berlin. Daraufhin bot ihm der bulgarische Künstlerverband die Möglichkeit einer Einzelausstellung im Künstlerhaus in Sofia an. Außerdem gestaltete Fredo Bley 1979 eine Ausstellung in der damaligen Tschechoslowakei und eine Gemeinschaftsausstellung mit anderen Künstlern in Polen. Seither folgten viele weitere Ausstellungen in der näheren Umgebung, unter anderem mehrfach im Schloss Netzschkau (u. a. 1999), im Konzert- und Ausstellungszentrum Neuensalz (1998), im Neuberinmuseum Reichenbach, in der Burg Mylau, im Vogtlandmuseum Plauen, in Dessau, Leipzig, Halle, Greiz. 2001 beteiligte sich Bley an der Ausstellung „Beispiele zeitgenössischer Kunst in den Neuen Ländern“ im Bundeskanzleramt in Berlin. Insgesamt bestritt Fredo Bley etwa  60  Ausstellungen.

## Ausdrucksformen
Fredo Bley absolvierte keine akademische Ausbildung. Er holte sich gelegentlich Rat bei Alwin Schlehahn (Reichenbach), Kurt Geipel (Netzschkau, † 1944), Walter Löhner (Reichenbach, † 1968). Bleys Malerei wurde vor allem von der Malerei des 19. und 20. Jahrhunderts wie der frühen französischen Freiheitsmalerei, dem deutschen- und französischen Impressionismus, den Neo- und Postimpressionismus bis hin zum Expressionismus beeinflusst. Sein Malstil ist durch viele kräftige Farben gekennzeichnet, wobei er überwiegend Ölfarben verwendete. Die stark aufgetragene Farbe bildet häufig regelrechte Farbreliefs. Bis in die 1960er-Jahre hinein zeichnete er Graphiken, fertigte Linol- und Holzschnitte an und arbeitete sehr viel mit Wasserfarbe. Seine Liebe für die Ölfarben entwickelte der Künstler erst im Laufe der Zeit. Die Motive sind vor allem konkrete, ja alltägliche und vertraut wirkende Landschaften, Stadt- und Dorfansichten; aber auch Stillleben und Porträts. Bley schätzte die Anzahl seiner Bilder auf rund 3000.